# 尤寧維爾 (伊利諾伊州懷特塞德縣)
尤寧維爾（英語：Unionville）是位於美國伊利諾伊州懷特塞德縣的一個非建制地區。該地的面積和人口皆未知。

## 地理
尤寧維爾的座標為41°49′09″N 89°58′57″W / 41.81917°N 89.98250°W，而該地的平均海拔高度為204米（即669英尺）。